# Tour de l'Ijen
Le Tour de l'Ijen (officiellement en anglais : International Tour de Banyuwangi Ijen) est une course cycliste par étapes disputée en Indonésie. Il fait partie de l'UCI Asia Tour depuis 2012, en catégorie 2.2.

## Palmarès
| Année                            | Vainqueur         | Deuxième              | Troisième         |
| -------------------------------- | ----------------- | --------------------- | ----------------- |
| 2012                             | Choi Ki Ho        | Óscar Pujol           | Timo Scholz       |
| 2013                             | Samad Poor Seiedi | John Ebsen            | Rahim Ememi       |
| 2014                             | Peter Pouly       | Hossein Askari        | Amir Zargari      |
| 2015                             | Peter Pouly       | Benjamín Prades       | Daniel Whitehouse |
| 2016                             | Jai Crawford      | Ricardo García Ambroa | Dadi Suryadi      |
| 2017                             | Davide Rebellin   | Amir Kolahdozhagh     | Víctor Niño       |
| 2018                             | Benjamin Dyball   | Jesse Ewart           | Thomas Lebas      |
| 2019                             | Robbie Hucker     | Michael Vink          | Jesse Ewart       |
| Pas de course entre 2020 et 2023 |                   |                       |                   |
| 2024                             | Merhawi Kudus     | Metkel Eyob           | Benjamín Prades   |
| 2025                             | Benjamín Prades   | Adne van Engelen      | Nicolò Pettiti    |